# Salix planifolia
Salix planifolia är en videväxtart som beskrevs av Frederick Traugott Pursh. Salix planifolia ingår i släktet viden, och familjen videväxter.

## Underarter
Arten delas in i följande underarter:
- S. p. planifolia
- S. p. tyrrellii

## Bildgalleri

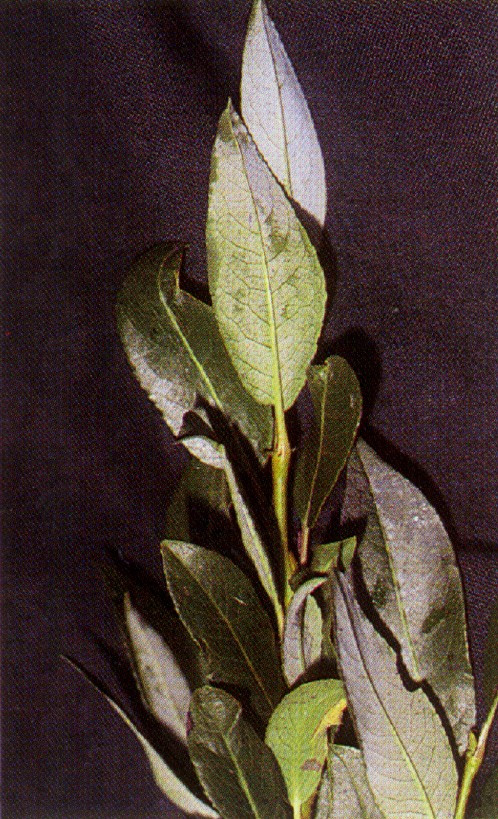
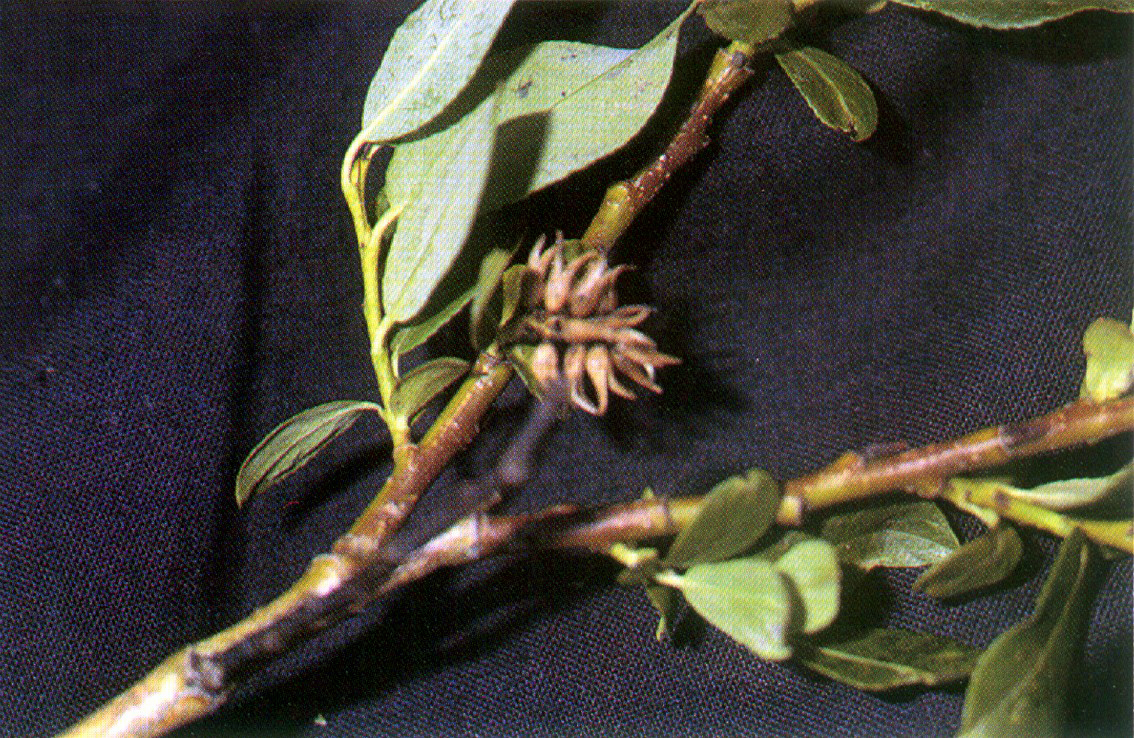
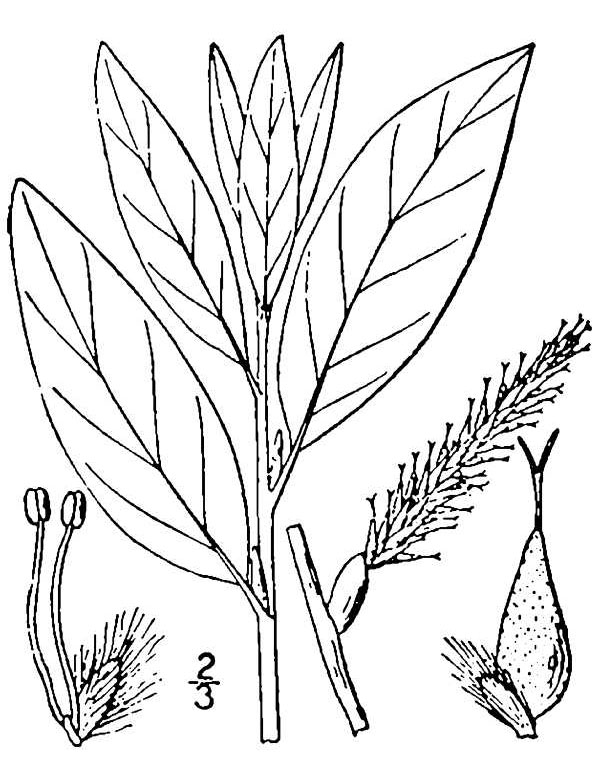
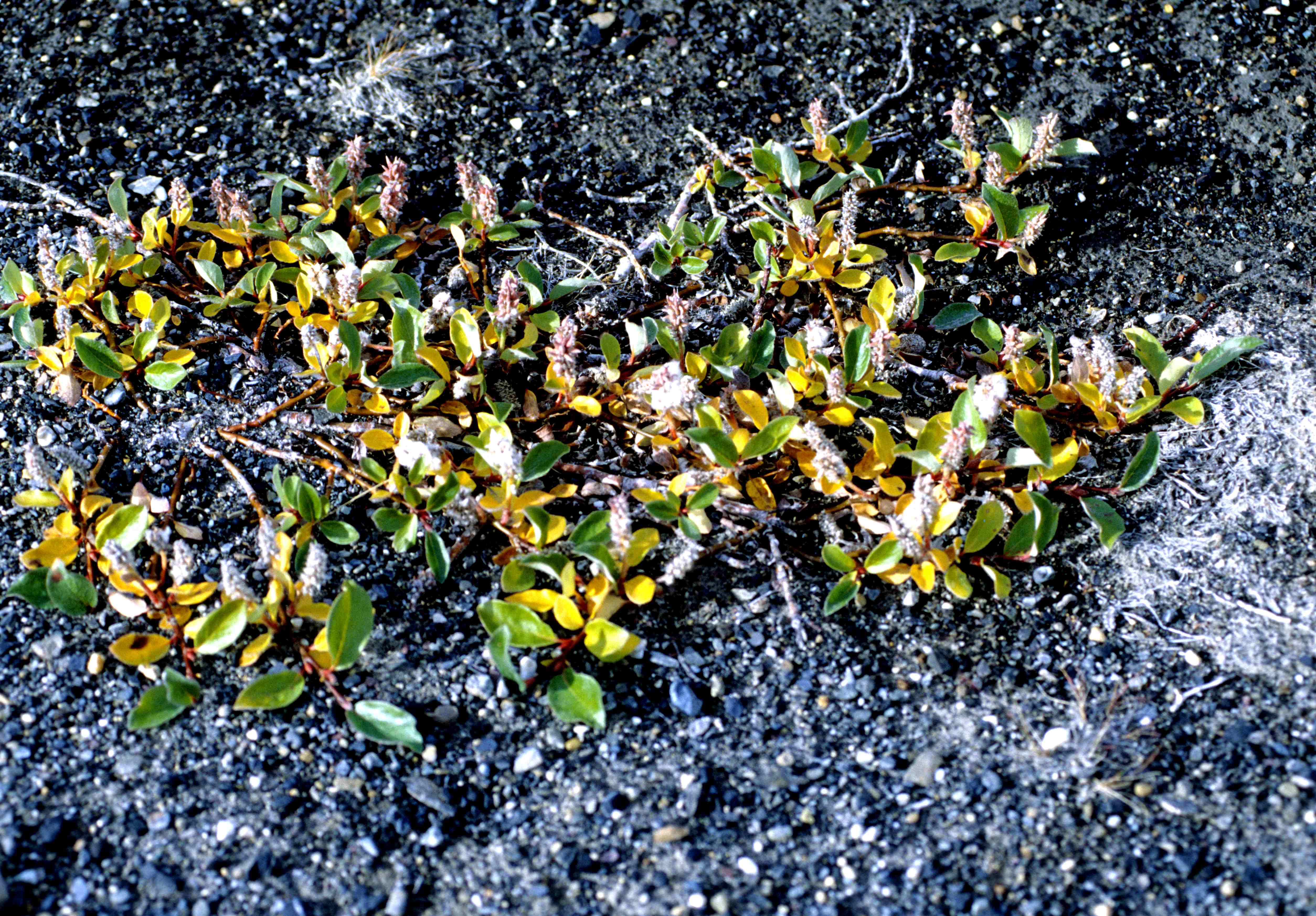